# Vinathela nahang
Espèce
Vinathela nahang est une espèce d'araignées mésothèles de la famille des Liphistiidae.

## Distribution
Cette espèce est endémique de la province de Tuyên Quang au Viêt Nam,. Elle se rencontre vers Na Hang.

## Description
Le mâle holotype mesure 23 mm.

## Systématique et taxinomie
Cette espèce a été décrite par Logunov et Vahtera en 2017.

## Étymologie
Son nom d'espèce lui a été donné en référence au lieu de sa découverte, Na Hang.

## Publication originale
- Logunov & Vahtera, 2017 : « Description of a new species of Vinathela Ono, 2000 (Araneae: Mesothelae: Liphistiidae), based on morphological and molecular characters. » Arachnology, vol. 17, no 5, p. 229-237.